# Königssee
Königssee er en dyb sø beliggende i det sydøstlige Bayern, tæt på Østrig. Den ligger  i Berchtesgaden Alperne i det sydøstligste hjørne af  Tyskland. Den ligger  603 meter over havet og er op til 189 meter dyb. Søen Königssee ligger tæt på byen Berchtesgaden ved bjerget Watzmann. Ved søen ligger den kendte kirke St. Bartholomä.
Ved Obersalzberg nær Berchtesgaden havde Adolf Hitler sit hjem Berghof. 
Noget fra filmen Sound of Music blev optaget her, samt filmen Weißer Holunder/Das Echo vom Königssee/Hvide syrener.